# Dionizy Stanetti

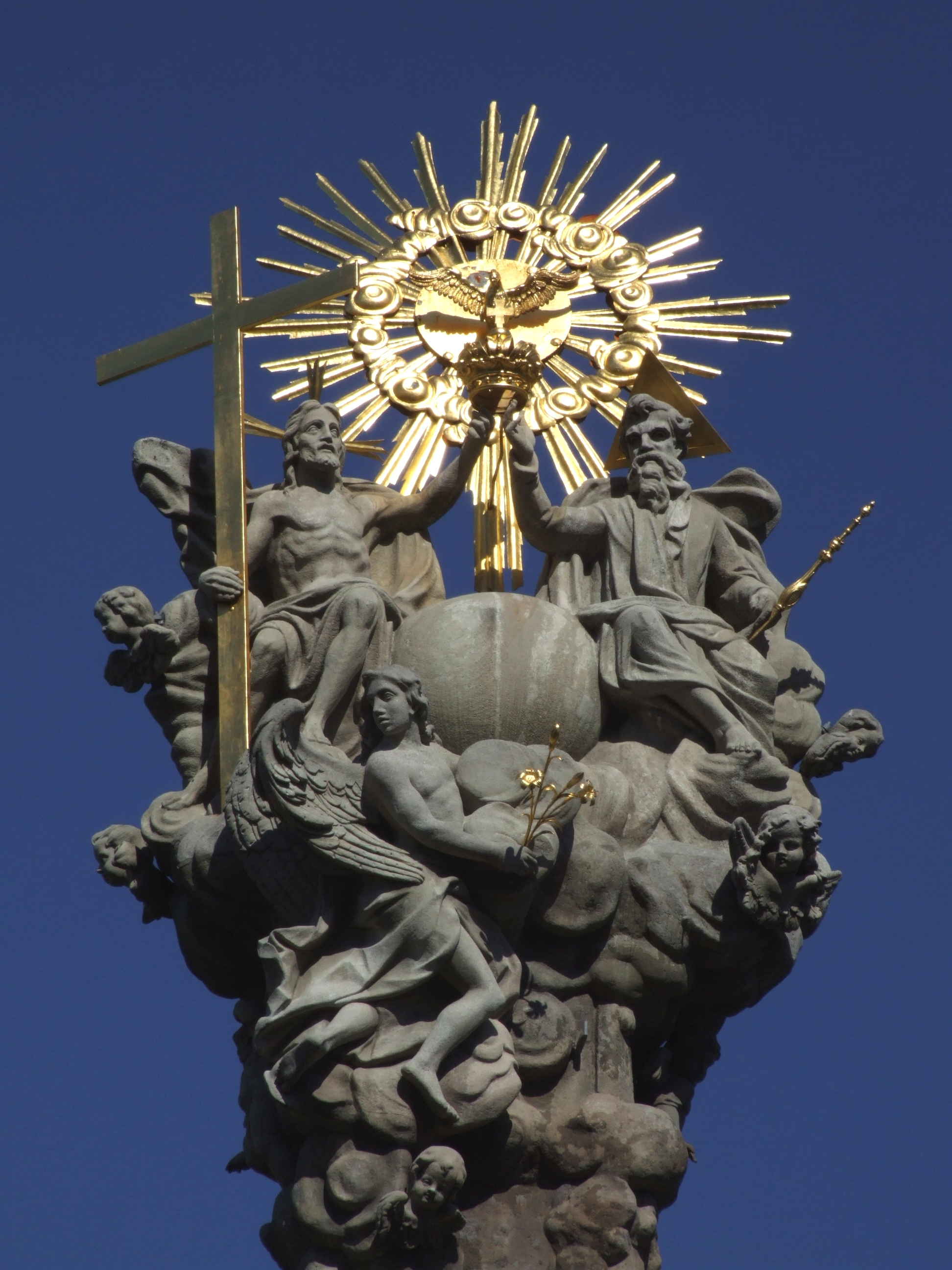
Zwieńczenie tzw: Morowego Słupa w Kremnicy

Dionizy Ignacy Stanetti (też: Staneti; Stanetius; Steinetti; Staneidi; ur. 2 marca 1710 w Dolnym Beneszowie, zm. w maju 1767 w Kremnicy) – barokowy rzeźbiarz i architekt, aktywny w krajach ówczesnej Monarchii Habsburgów, głównie na terenie dzisiejszej Słowacji. 
Był synem Giovanniego (Johanna) Stanettiego, nadwornego rzeźbiarza księcia Eugeniusza Sabaudzkiego oraz ojcem Dionizego Stanettiego von Falkenfels - inżyniera górniczego, długoletniego naczelnika kopalni soli w Bochni.
Dzieła D. I. Stanetti’ego (głównie rzeźby sakralne oraz „kolumny morowe”) można znaleźć m.in. w Krupinie, Hodrušy, Prievidzy, Vyhniach, Kremnicy i Bańskiej Szczawnicy.